# اووو ساند
اووو ساند (انگلیسی: OVO Sound) شرکت انتشارات موسیقی کانادایی است، که در سال ۲۰۱۲ توسط دریک تأسیس شد و هم‌اکنون زیرمجموعه‌ای از گروه موسیقی وارنر می‌باشد. 